# Wak Chanil Ajaw
La Señora  Wac-Chanil-Ahau (lectura moderna - Ix-Wak-Chan-'Ajaw-Lem?) fue una princesa maya nacida c. 682. Fue parte de un matrimonio concertado entre las ciudades mayas de Dos Pilas y El Naranjo (en la actual Guatemala) para que El Naranjo pasara a formar parte de la alianza Calakmul - Dos Pilas. En cambio, El Naranjo derrotó a El Caracol en una lucha de poder.
Tras una serie de conflictos que llevaron a un hiato dinástico en la ciudad de Naranjo (631-682), aparece en escena una de las figuras femeninas más llamativas de todo el mundo maya: la Señora Wak Chanil Ajaw, también conocida como “Señora Seis Cielo”. Aunque nunca asumió el título oficial de gobernante de Naranjo, pues ella siempre ostentó el Glifo Emblema de Mutul, su lugar de origen Dos Pilas. La Señora Seis Cielo se mantuvo en la cúspide del gobierno por aproximadamente veinte años.
Su hijo K'ak' Tiliw Chan Chaak fue una figura importante en el último periodo maya.